# Jill Ellis
Jillian Ellis (* 6. September 1966 in Folkestone, Vereinigtes Königreich) ist eine britisch-US-amerikanische Fußballtrainerin. Seit 2010 ist sie Entwicklungsdirektorin der United States Soccer Federation. Vom 16. Mai 2014 bis zum 6. Oktober 2019 war sie Trainerin der Frauen-Fußballnationalmannschaft der USA. Zuvor übte sie nach der Entlassung von Tom Sermanni das Amt interimsweise aus. Ellis war zudem Interimstrainerin nach dem Rücktritt von Pia Sundhage von Oktober bis Dezember 2012. Mit insgesamt 132 Länderspielen ist sie Rekordtrainierin der USA. Als erste Trainerin konnte sie mit ihrer Mannschaft zweimal die Weltmeisterschaft gewinnen (2015 und 2019). Als Entwicklungsdirektorin beaufsichtigt Ellis das Entwicklungsprogramm der US-Juniorinnenmannschaften. Sie war zudem Trainerin der U-20- und U-21-Mannschaften der USA und verschiedener Universitätsmannschaften.

## Ausbildung und Jugendjahre
Jillian Ellis erlangte 1988 einen Abschluss als Bachelors of Arts in „English Literature and Composition“ am College of William and Mary. Sie spielte von 1984 bis 1987 als Stürmerin in der Collegemannschaft von William and Mary und war Third-Team All-American in 1987. 1984 verhalf Ellis Braddock Road in Virginia zur U-19-Meisterschaft.

## Trainer- und Verwaltungskarriere
Jillian Ellis erhielt ihre USSF-„A“-Trainerlizenz im Januar 1996 und hat Trainingserfahrung, die u. a. die Betreuung der U-20- und U-21-Nationalmannschaften beinhaltet, und der Mannschaft der University of California at Los Angeles. Seit 2010 ist sie Entwicklungsdirektorin (Development Director) der United States Soccer Federation. Zudem arbeitete sie als Co-Trainerin (assistant coach) der Frauen-Nationalmannschaft, hauptverantwortliche Trainerin der Juniorinnenmannschaften und war 2012 Interimstrainerin der Frauen-Nationalmannschaft, sowie 2014 nochmals für 2 Spiele. Im Mai 2014 wurde sie dann hauptverantwortliche Trainerin der Frauen-Nationalmannschaft.

### Collegetrainerin
Ellis arbeitete als Co-Trainerin (assistant coach) für drei Universitätsmannschaften: die North Carolina State University für drei Jahre (1988–90), University of Maryland für nochmals drei Jahre (1994–96) und University of Virginia für ein Jahr (1996–97).
Als Co-Trainerin an der N.C. State half sie Wolfpack 1988 den Atlantic-Coast-Conference-Titel zu gewinnen und an den NCAA Final Four teilzunehmen.
Von 1997 bis 1999 war sie hauptverantwortliche Trainerin an der University of Illinois und erreichte 1998 mit den Illinois Fighting Illini einen 12:8 Record and a first-ever Big Ten Tournament „berth“.
Ellis führte die University of California, Los Angeles zu acht NCAA Final Fours, darunter sieben aufeinanderfolgende von 2003 bis 2009, und gewann sechs Pacific-12-Conference-Titel von 2003 bis 2008. Sie beendete ihre Anstellung in Westwood mit einem Rekord von 229 Siegen, 45 Niederlagen und 14 Remis. Sie war 2000 NSCAA-Nationaltrainerin des Jahres nachdem sie die Bruins in ihrer zweiten Saison als Cheftrainerin ins NCAA-Finale geführt hatte.
Jillian Ellis hat einen Allzeit-Rekord von 248 Siegen, 63 Niederlagen und 14 Remis in 14 Jahren bei mit Collegeteams: Illinois Fighting Illini und UCLA Bruins.

### US-Juniorinnentrainerin
Ellis war während ihrer Zeit als Collegetrainerin zudem Cheftrainerin der U21-Mannschaft der USA, mit der sie 2000 den Nordic Cup in Deutschland gegen Deutschland und 2005 in Schweden gegen Norwegen gewann. Bei den Panamerikanischen Spielen 2007 in Brasilien erreichte sie mit der U-21-Mannschaft das Finale, verlor dann aber gegen die brasilianische A-Nationalmannschaft mit 0:5. Mit der U20-Mannschaft gewann sie 2010 die CONCACAF U-20-Meisterschaft der Frauen und erreichte die U-20-Fußball-Weltmeisterschaft der Frauen 2010, wo sie aber im Viertelfinale gegen den späteren Finalisten Nigeria durch Elfmeterschießen ausschied.

### National Development Director
Nach 12 erfolgreichen Jahren als Cheftrainerin der UCLA Bruins, bekam Ellis im Januar 2011 eine Vollzeitstelle bei der United States Soccer Federation als Entwicklungsdirektorin (Development Director) für die US-Frauennationalmannschaften. Die Ernennung, zusammen mit der früheren Nationaltrainerin April Heinrichs als Technische Direktorin, markiert den Beginn einer Vollzeitstelle beim US-Verband für die Beaufsichtigung des Programms der Juniorinnenmannschaften und deren Entwicklung.
Als Entwicklungsdirektorin arbeitet Ellis direkt mit den Trainern der Clubs der Juniorinnenligen zusammen und leitet die U-17, U-15 und U-14 Nationalteams.

### Nationaltrainerin
Ellis arbeitete als Scout für die US-Nationalmannschaft bei den Olympischen Spielen 2000 in Sydney und als Co-Trainerin von Pia Sundhage bei den Olympischen Spielen 2008 in Peking als die US-Mannschaft zum dritten Mal die Goldmedaille gewann. Nachdem Pia Sundhage die US-Mannschaft verlassen hatte um Trainerin ihres Heimatlandes Schweden zu werden, war Ellis von Oktober bis Dezember 2012 für sieben Spiele (davon zwei gegen Deutschland am 20. Oktober 2012 1:1 in Bridgeview und 23. Oktober 2012 2:2 in Hartford) Interimstrainerin bis Tom Sermanni im Januar sein Amt als neuer Nationaltrainer antrat.
Nachdem die Nationalmannschaft beim Algarve-Cup 2014 nur den 7. Platz belegt hatte und damit die bisher schlechteste Platzierung, wurde Tom Sermanni am 6. April 2014 entlassen und Ellis erneut Interimstrainerin. Als Interimstrainerin erreichte sie mit ihrer Mannschaft einen 3:0-Sieg gegen China und ein 1:1 gegen Kanada.
Am 16. Mai 2014 wurde Ellis Cheftrainerin. Ihren ersten Titel mit der Mannschaft holte sie beim CONCACAF Women’s Gold Cup 2014, den ihre Mannschaft mit fünf Siegen und 21:0 Toren gewann und sich damit für die Fußball-Weltmeisterschaft der Frauen 2015 in Kanada qualifizieren konnte. Nachdem die Mannschaft im Dezember beim Vier-Nationen-Turnier in Brasilien nur den zweiten Platz belegte, fielen die USA im Dezember 2014 in der FIFA-Weltrangliste auf den zweiten Rang hinter Deutschland zurück. Es folgte nach der ersten Niederlage gegen Frankreich in einem Freundschaftsspiel im Februar 2015 der Sieg beim Algarve-Cup 2015, den ihre Mannschaft durch ein 2:0 im Finale gegen Frankreich zum 10. Mal gewann. Am 14. April 2015 benannte sie als erste Trainerin den Kader für die WM. Dort führte sie ihre Mannschaft ins Finale, in dem die USA mit dem bisher höchsten Finalsieg Japan 5:2 besiegte und zum dritten Mal Weltmeister wurde. Dabei setzte sie einerseits auf die älteste Mannschaft mit einem Durchschnittsalter von 29,4 Jahren, aber auch ältere Spielerinnen wie Christie Rampone und Abby Wambach setzte sie zeitweise auf die Bank oder wechselte sie nur kurzzeitig ein und ließ stattdessen die U-20-Weltmeisterinnen von 2012 Morgan Brian und Julie Ertz spielen.
| Amt           | Erstes Spiel | Letztes Spiel | Spiele | Siege | Unentschieden | Niederlagen | Erfolge                                                                            |
| ------------- | ------------ | ------------- | ------ | ----- | ------------- | ----------- | ---------------------------------------------------------------------------------- |
| Interim       | 20.10.2012   | 15.12.2012    | 7      | 5     | 2             | 0           |                                                                                    |
| Interim       | 10.04.2014   | 08.05.2014    | 2      | 1     | 1             | 0           |                                                                                    |
| Cheftrainerin | 14.06.2014   | 06.10.2019    | 123    | 100   | 16            | 7           | Gold Cup 2014, Gold Cup 2018, Algarve-Cup 2015, Weltmeister 2015, Weltmeister 2019 |

## Privatleben
Ellis wuchs in Portsmouth (Vereinigtes Königreich) auf, wanderte aber 1981 im Alter von 15 Jahren mit ihren Eltern in die USA aus. Zwei Jahre lang lebte sie in Singapur, wo ihr Vater John Ellis das nationale Fußballprogramm entwickelte. Jillian Ellis lebt derzeit in Miami, Florida. Ihr Vater John Ellis war lange Zeit Fußballbotschafter der britischen Regierung, mit der Aufgabe weltweit Fußballprogramme zu unterstützen. Er arbeitete als Cheftrainer der Fußballnationalmannschaft von Trinidad und Tobago, Co-Trainer der US-Frauennationalmannschaft und gründete die Soccer Academy. Jillians Bruder Paul Ellis ist ebenfalls Fußballtrainer. Er war Cheftrainer eines regionalen Juniorenteams und Co-Trainer an der George Mason University. Derzeit arbeitet er in Vollzeit an der Soccer Academy Inc.

## Auszeichnungen
- 1987: Third-Team All-American des College of William and Mary
- 2015: FIFA-Welttrainer des Jahres im Frauenfußball

## Erfolge
Als College-Trainerin:
- Als Co-Trainerin der N.C. State Wolfpack:[4]
  - 1988 Atlantic-Coast-Conference-Titel
- Als Cheftrainerin der UCLA Bruins:[4]
  - 2000 NSCAA National Coach of the Year
  - Sechs Pacific-12-Conference-Titel von 2003 bis 2008

Als Nationaltrainerin:
- Als Juniorinnentrainerin:[4]
  - Nordic Cup 2000 und 2005 mit der U-21
  - 2010 CONCACAF-Meister mit der U-20

Als Co-Trainerin:
- 2008 Olympia Goldmedaille

Als Cheftrainerin:
- Weltmeisterin bei der Fußball-Weltmeisterschaft der Frauen 2015
- 2014 CONCACAF-Meisterschaft
- 2015 Algarve-Cup-Siegerin
- Weltmeisterin 2019